# Acocul Guadalupe
Acocul Guadalupe är en ort i Mexiko.   Den ligger i kommunen Tulancingo de Bravo och delstaten Hidalgo, i den sydöstra delen av landet, 120 km nordost om huvudstaden Mexico City. Acocul Guadalupe ligger 2 139 meter över havet och antalet invånare är 412.
Terrängen runt Acocul Guadalupe är platt åt nordväst, men åt sydost är den kuperad. Runt Acocul Guadalupe är det tätbefolkat, med 530 invånare per kvadratkilometer. Närmaste större samhälle är Tulancingo, 10,3 km söder om Acocul Guadalupe. Omgivningarna runt Acocul Guadalupe är en mosaik av jordbruksmark och naturlig växtlighet.